# قائمة تشريعات الاستيراد والتصدير (مصر)
قوانين وقرارات الاستيراد والتصدير في مصر

## التصدير
| م | التشريع المنظم                                   | تشريعات التعديلات                                         | قرارات اللائحة التنفيذية للتشريع المنظم | الحالة | ملاحظات |
| - | ------------------------------------------------ | --------------------------------------------------------- | --------------------------------------- | ------ | ------- |
|   | تنمية التصدير قانون رقم 155 لسنة 2002            |                                                           |                                         |        |         |
|   | تنظيم الاستيراد والتصدير قانون رقم 118 لسنة 1975 |                                                           |                                         |        |         |
|   | التصدير قانون رقم 203 لسنة 1959                  | - رقم 42 لسنة 1964 - رقم 189 لسنة 1961 - رقم 58 لسنة 1961 |                                         |        |         |

## الرقابة على الصادرات والواردات
| م | التشريع المنظم                                                                            | تشريعات التعديلات                     | قرارات اللائحة التنفيذية للتشريع المنظم | الحالة | ملاحظات |
| - | ----------------------------------------------------------------------------------------- | ------------------------------------- | --------------------------------------- | ------ | ------- |
|   | إنشاء الهيئة العامة للرقابة على الصادرات والواردات قرار رئيس الجمهورية رقم 1770 لسنة 1971 | قرار رئيس الجمهورية رقم 339 لسنة 1986 |                                         |        |         |

## الوكالة المصرية لضمان الصادرات
| م | التشريع المنظم                                                    | تشريعات التعديلات | قرارات اللائحة التنفيذية للتشريع المنظم | الحالة | ملاحظات                                 |
| - | ----------------------------------------------------------------- | ----------------- | --------------------------------------- | ------ | --------------------------------------- |
|   | الوكالة المصرية لضمان الصادرات والاستثمار قانون رقم 178 لسنة 2023 |                   |                                         |        | ألغي بموجبه: - القانون رقم 21 لسنة 1992 |
|   | الشركة المصرية لضمان الصادرات قانون رقم 21 لسنة 1992              |                   |                                         |        |                                         |

## الهيئة العامة لتنمية الصادرات
| م | التشريع المنظم                                                            | تشريعات التعديلات                      | قرارات اللائحة التنفيذية للتشريع المنظم | الحالة | ملاحظات |
| - | ------------------------------------------------------------------------- | -------------------------------------- | --------------------------------------- | ------ | ------- |
|   | إنشاء الهيئة العامة لتنمية الصادرات قرار رئيس الجمهورية رقم 855 لسنة 1957 | قرار رئيس الجمهورية رقم 1318 لسنة 1960 |                                         |        |         |

## البنك المصري لتنمية الصادرات
| م | التشريع المنظم                                                | تشريعات التعديلات | قرارات اللائحة التنفيذية للتشريع المنظم | الحالة | ملاحظات                                  |
| - | ------------------------------------------------------------- | ----------------- | --------------------------------------- | ------ | ---------------------------------------- |
|   | إنشاء البنك المصري لتنمية الصادرات قانون رقم 95 لسنة 1983     |                   |                                         |        | ألغي بموجبه: - القانون رقم 120 لسنة 1981 |
|   | إنشاء البنك القومي للاستيراد والتصدير قانون رقم 120 لسنة 1981 |                   |                                         |        |                                          |

## مركز تنمية الصادرات
| م | التشريع المنظم                                                  | تشريعات التعديلات                    | قرارات اللائحة التنفيذية للتشريع المنظم | الحالة | ملاحظات                                              |
| - | --------------------------------------------------------------- | ------------------------------------ | --------------------------------------- | ------ | ---------------------------------------------------- |
|   | مركز تنمية الصادرات قانون رقم 22 لسنة 1992                      |                                      |                                         |        | ألغي بموجبه: - قرار رئيس الجمهورية رقم 475 لسنة 1979 |
|   | إنشاء مركز تنمية الصادرات قرار رئيس الجمهورية رقم 475 لسنة 1979 | قرار رئيس الجمهورية رقم 71 لسنة 1986 |                                         |        |                                                      |

## صندوق تنمية الصادرات
| م | التشريع المنظم                                                         | تشريعات التعديلات | قرارات اللائحة التنفيذية للتشريع المنظم | الحالة | ملاحظات                                                               |
| - | ---------------------------------------------------------------------- | ----------------- | --------------------------------------- | ------ | --------------------------------------------------------------------- |
|   | الجهاز التنفيذي لصندوق تنمية الصادرات قرار وزاري رقم 665 لسنة 2002     |                   |                                         |        |                                                                       |
|   | نظام وإدارة صندوق تنمية الصادرات قرار رئيس الجمهورية رقم 317 لسنة 2002 |                   |                                         |        |                                                                       |
|   | تنمية التصدير قانون رقم 155 لسنة 2002                                  |                   |                                         |        | أنشئ بموجبه: - صندوق تنمية الصادرات ووحدة دعم الصادرات بوزارة المالية |

## سجل المستوردين
| م | التشريع المنظم                         | تشريعات التعديلات                                       | قرارات اللائحة التنفيذية للتشريع المنظم | الحالة | ملاحظات |
| - | -------------------------------------- | ------------------------------------------------------- | --------------------------------------- | ------ | ------- |
|   | سجل المستوردين قانون رقم 121 لسنة 1982 | - رقم 173 لسنة 2023 - رقم 9 لسنة 2018 - رقم 7 لسنة 2017 | قرار وزاري رقم 846 لسنة 2017            |        |         |
|   | سجل المستوردين قانون رقم 201 لسنة 1959 |                                                         |                                         |        |         |

## أنظر أيضاً
- قائمة تشريعات الاستثمار والمناطق الحرة (مصر)
- قائمة تشريعات المناطق الاقتصادية (مصر)
- قائمة تشريعات التعاقدات والمناقصات والمزايدات (مصر)
- قائمة تشريعات الطاقة والثروة المعدنية (مصر)
- قائمة تشريعات السياحة (مصر)
- قائمة تشريعات الصناعة (مصر)
- قائمة تشريعات الزراعة (مصر)
- قائمة تشريعات النقل (مصر)
- قائمة تشريعات التعمير (مصر)
- قائمة تشريعات الصحة (مصر)
- قائمة تشريعات الرياضة (مصر)
- قائمة تشريعات التنمية (مصر)
- قائمة تشريعات التجارة والشركات (مصر)
- قائمة تشريعات المواصفات والقياس (مصر)
- قائمة تشريعات الإتفاقيات الدولية (مصر)
- قائمة تشريعات الرقابة والحماية والتحكيم (مصر)
- قائمة تشريعات الأسواق والأدوات المالية غير المصرفية (مصر)
- قائمة تشريعات المصارف والنقد (مصر)
- قائمة تشريعات الضرائب والجمارك والرسوم (مصر)
- قائمة تشريعات العمل (مصر)